# Club Deportivo Real de Minas
Maillots
Le Club Deportivo Real de Minas, plus couramment abrégé en Real de Minas, est un club hondurien de football fondé en 2012 et basé à Tegucigalpa, capitale du pays.

## Palmarès
| Compétitions nationales                                                                                   |
| --- |
| - Championnat du Honduras de deuxième division (2) : - Vainqueur : 2017-2018 (Ouv.) et 2017-2018 (Clot.). |

## Personnalités du club

### Présidents du club
- Gerardo Martinez

### Entraîneurs du club
| - Reynaldo Tilguath (2015) - Eduardo Bennett (2016) - Marvin Henríquez (2016 - 2017) - Reynaldo Tilguath (2017 - 2018) - Javier Padilla (2018) - Marvin Henríquez (2018) | - Harold Yépez (2018) - Raúl Cáceres (2019 - 2020) - José Hernández (2020) - Harold Yépez (2020) - Israel Canales (2020 - 2021) - Reynaldo Tilguath (2021 - ) |